# Радянські армії часів Другої світової війни
Радянські армії часів Другої світової війни — оперативне об'єднання збройних сил Радянського Союзу, що складалися з кількох корпусів, дивізій та бригад різних родів військ і спеціальних військ Сухопутних військ Червоної армії і перебували у складі Діючої армії протягом усієї Другої світової війни. Призначалися для виконання завдань у складі фронту або самостійно.

## Радянські армії під час вторгнення до Польщі

### Білоруський фронт
| Найменування армії | Сформована на основі              | Час існування                    | Бойовий шлях (битви та операції)                     | Переформована на  | Подальша доля                             | Командувачі       |                   |
| Білоруський фронт  | Білоруський фронт                 | Білоруський фронт                | Білоруський фронт                                    | Білоруський фронт | Білоруський фронт                         | Білоруський фронт | Білоруський фронт |
| ------------------ | --------------------------------- | -------------------------------- | ---------------------------------------------------- | ----------------- | ----------------------------------------- | ----------------- | ----------------- |
| 3-тя армія         | Вітебська армійська група         | 15 вересня 1939 — 22 червня 1941 | Польський похід * Оборона Вільно                     | —                 | залишилися на території Західної Білорусі | Кузнецов В. І.    |                   |
| 4-та армія         | Бобруйська армійська група військ | 15 вересня 1939 — 22 червня 1941 | Польський похід * Бій під Витично * Бій під Парчівим | —                 | залишилися на території Західної Білорусі | Чуйков В. І.      |                   |
| 10-та армія        | Московський військовий округ      | 15 вересня 1939 — 22 червня 1941 | Польський похід                                      | —                 | залишилися на території Західної Білорусі | Захаркін І. Г.    |                   |
| 11-та армія        | Мінська армійська група військ    | 15 вересня 1939 — 22 червня 1941 | Польський похід * Оборона Вільно                     | —                 | залишилися на території Західної Білорусі | Медведєв Н. В.    |                   |

### Український фронт
| Найменування армії | Сформована на основі     | Час існування                    | Бойовий шлях (битви та операції)                   | Переформована на                                             | Подальша доля                            | Командувачі       |                   |
| Український фронт  | Український фронт        | Український фронт                | Український фронт                                  | Український фронт                                            | Український фронт                        | Український фронт | Український фронт |
| ------------------ | ------------------------ | -------------------------------- | -------------------------------------------------- | ------------------------------------------------------------ | ---------------------------------------- | ----------------- | ----------------- |
| 5-та армія         | Північна армійська група | 28 вересня 1939 — 22 червня 1941 | Польський похід * Бій за Гусинне * Бій під Шацьком | —                                                            | залишилися на території Західної України | Совєтніков І. Г.  |                   |
| 6-та армія         | Східна армійська група   | 28 вересня 1939 — 22 червня 1941 | Польський похід * Битва за Львів                   | —                                                            | залишилися на території Західної України | Голиков П. І.     |                   |
| 12-та армія        | Південна армійська група | 24 вересня 1939 — 22 червня 1941 | Польський похід * Битва при Владиполі              | —                                                            | залишилися на території Західної України | Тюленєв І. В.     |                   |
| 13-та армія        | Одеська армійська група  | 28 вересня — 12 жовтня 1939      | у бойових діях участі не брала                     | війська армії увійшли до складу Одеського військового округу | розформована                             | Парусинов П. О.   |                   |

## Радянські армії в радянсько-фінській війні
| Найменування армії      | Сформована на основі              | Час існування                     | Бойовий шлях (битви та операції)                                | Переформована на                | Подальша доля                                 | Командувачі                              |                         |
| Північно-Західний фронт | Північно-Західний фронт           | Північно-Західний фронт           | Північно-Західний фронт                                         | Північно-Західний фронт         | Північно-Західний фронт                       | Північно-Західний фронт                  | Північно-Західний фронт |
| ----------------------- | --------------------------------- | --------------------------------- | --------------------------------------------------------------- | ------------------------------- | --------------------------------------------- | ---------------------------------------- | ----------------------- |
| 7-ма армія              | Калінінський військовий округ     | 14 вересня 1939 — 26 березня 1940 | Битва за Тайпале Битва при Кельї Прорив «Лінії Маннергейма»     | —                               | розформована                                  | Яковлєв В. Ф.                            |                         |
| 8-ма армія              | Новгородська армійська група      | 14 вересня 1939 — квітень 1940    | Битва при Толваярві Битва на Колласйокі                         | —                               | передислокована до Острова                    | Хабаров І. М. Курдюмов В. М. Штерн Г. М. |                         |
| 9-та армія              | Ленінградський військовий округ   | 16 листопада 1939 — квітень 1940  | Битва при Саллі Битва при Суомуссалмі Битва на Раатській дорозі | —                               | розформована                                  | Духанов М. П. Чуйков В. І.               |                         |
| 13-та армія             | оперативна група комкора Грендаля | 25 грудня 1939 — квітень 1940     | бої на Карельському перешийку                                   | —                               | розформована                                  | Грендаль В. Д. Парусинов П. О.           |                         |
| 14-та армія             | Ленінградський військовий округ   | 25 жовтня 1939 — 22 червня 1941   | Битва при Петсамо                                               | —                               | залишилися на території Радянського Заполяр'я | Фролов В. О.                             |                         |
| 15-та армія             | Південна група військ 8-ї армії   | 12 лютого — 28 березня 1941       | Бій при Хонканіемі                                              | Архангельський військовий округ |                                               | Ковальов М. П. Курдюмов В. М.            |                         |

## Радянські армії в Бесарабсько-буковинському поході
| Найменування армії | Сформована на основі | Час існування          | Бойовий шлях (битви та операції) | Переформована на | Подальша доля                                 | Командувачі       |                 |
| Південний фронт    | Південний фронт      | Південний фронт        | Південний фронт                  | Південний фронт  | Південний фронт                               | Південний фронт   | Південний фронт |
| ------------------ | -------------------- | ---------------------- | -------------------------------- | ---------------- | --------------------------------------------- | ----------------- | --------------- |
| 5-та армія         |                      | 9 червня — липень 1940 |                                  | —                | залишилися на окупованій території Бессарабії | Герасименко В. П. |                 |
| 9-та армія         |                      | 9 червня — липень 1940 |                                  | —                | залишилися на окупованій території Бессарабії | Болдін І. В.      |                 |
| 12-та армія        |                      | 9 червня — липень 1940 |                                  | —                | повернулася до ППД у Західній Україні         | Парусинов П. О.   |                 |

## Радянські армії в німецько-радянській війні

### Загальновійськові армії

#### Загальновійськові гвардійські армії
| Найменування армії      | Сформована на основі   | Час існування                    | Бойовий шлях (битви та операції) | Переформована на                    | Подальша доля                                                                      | Командувачі                                                                                   |
| ----------------------- | ---------------------- | -------------------------------- | --- | ----------------------------------- | ---------------------------------------------------------------------------------- | --------------------------------------------------------------------------------------------- |
| 1-ша гвардійська армія  | 2-га резервна армія    | 6 серпня — 25 жовтня 1942        | Сталінградська | штаб на Південно-Західний фронт     | війська до 24-ї армії                                                              | Голиков П. І. Москаленко К. С. Чистяков І. М.                                                 |
| 1-ша гвардійська армія  | 63-тя армія            | 5 листопада — 5 грудня 1942      | Сталінградська | 3-тя гвардійська армія              |                                                                                    | Лелюшенко Д. Д.                                                                               |
| 1-ша гвардійська армія  | 4-та резервна армія    | 8 грудня 1942 — серпень 1945     | Сталінградська Ворошиловградська Ізюм-Барвінківська Житомирсько-Бердичівська Проскурівсько-Чернівецька Львівсько-Сандомирська Східно-Карпатська Західно-Карпатська Моравсько-Остравська Празька * Оломоуцька               |                                     | розформована                                                                       | Кузнецов В. І. Гречко А. А.                                                                   |
| 2-га гвардійська армія  | 1-ша резервна армія    | 2 листопада 1942 — вересень 1945 | Сталінградська Міуська Третя Донбаська Мелітопольська Кримська Операція «Багратіон» * Вільнюська * Шяуляйська Прибалтійська * Мемельська * Ризька Східно-Прусська * Інстербурзько-Кенігсберзька * Земландська              |                                     | розформована                                                                       | Крейзер Я. Г. Малиновський Р. Я. Захаров Г. Ф. Чанчибадзе П. Г.                               |
| 3-тя гвардійська армія  | 1-ша гвардійська армія | 5 грудня 1942 — липень 1945      | Сталінградська * Операція «Уран» Ворошиловградська Третя Донбаська Мелітопольська Запорізька Нікопольсько—Криворізька Львівсько-Сандомирська Сандомирсько-Сілезька Нижньо-Сілезька Берлінська * Котбус-Потсдамська Празька |                                     | розформована                                                                       | Лелюшенко Д. Д. Хетагуров Г. І. Рябишев Д. І. Гордов В. М.                                    |
| 4-та гвардійська армія  | 24-та армія            | 5 травня 1943 — березень 1947    | Курська дуга Битва за Дніпро Кіровоградська Корсунь-Шевченківська Умансько-Ботошанська Друга Яссько-Кишинівська Будапештська Віденська                                                                                     |                                     | розформована                                                                       | Кулик Г. І. Зигін О. І. Галанін І. В. Рижов О. І. Смирнов І. К. Захаров Г. Ф. Захватаєв Н. Д. |
| 5-та гвардійська армія  | 66-та армія            | 5 травня 1943 — 26 грудня 1946   | Курська дуга * Битва під Прохорівкою * Бєлгородсько-Харківська Битва за Дніпро Кіровоградська Умансько-Ботошанська Львівсько-Сандомирська Сандомирсько-Сілезька Берлінська                                                 |                                     | розформована                                                                       | Жадов О. С.                                                                                   |
| 6-та гвардійська армія  | 21-ша армія            | 5 травня 1943 — березень 1947    | Курська дуга * Бєлгородсько-Харківська Операція «Багратіон» * Вітебсько-Оршанська * Мінська * Полоцька * Шяуляйська Прибалтійська * Мемельська * Ризька Курляндський мішок                                                 |                                     | розформована                                                                       | Чистяков І. М.                                                                                |
| 7-ма гвардійська армія  | 64-та армія            | 16 квітня 1943 — весна 1946      | Курська дуга * Бєлгородсько-Харківська Битва за Дніпро Кіровоградська Умансько-Ботошанська Друга Яссько-Кишинівська Румунська Дебреценська Будапештська Братиславсько-Брновська Віденська Празька                          |                                     | розформована                                                                       | Шумилов М. С.                                                                                 |
| 8-ма гвардійська армія  | 62-га армія            | 5 травня 1943 — 1992             | Ізюм-Барвінківська Третя Донбаська Запорізька Битва за Дніпро Дніпропетровська Березнегувато-Снігурівська Одеська Операція «Багратіон» * Люблін-Берестейська Варшавсько-Познанська Східно-Померанська Берлінська           |                                     | включена до складу Групи радянських окупаційних військ в Німеччини зі штабом в Єні | Чуйков В. І. Масленников І. І.                                                                |
| 9-та гвардійська армія  | 7-ма армія             | 5 січня — 11 травня 1945         | Віденська Празька |                                     | розформована                                                                       | Глаголев В. В.                                                                                |
| 10-та гвардійська армія | 30-та армія            | 1 травня 1943 — березень 1948    | Смоленська * Спас-Деменська * Єльнинсько-Дорогобузька Ленінградсько-Новгородська * Старорусько-Новоржевська Режицько-Двінська Мадонська Прибалтійська * Ризька Курляндський мішок                                          | 4-й гвардійський стрілецький корпус |                                                                                    | Колпакчи В. Я. Чистов В. О. Трубников К. П. Сухомлин О. В. Казаков М. І.                      |
| 11-та гвардійська армія | 16-та армія            | 1 травня 1943 — березень 1948    | Орловська Брянська Городоцька Вітебська Операція «Багратіон» * Вільнюська * Каунаська Гумбіннен-Гольдапська Східно-Прусська * Кенігсберзька * Земландська                                                                  |                                     | дислокувалася на території колишньої Східної Пруссії                               | Баграмян І. Х. Ксенофонтов О. С. Галицький К. М.                                              |

#### Загальновійськові ударні армії
| Найменування армії | Сформована на основі | Час існування                     | Бойовий шлях (битви та операції) | Переформована на | Подальша доля                                                                             | Командувачі                                                                                                 |
| ------------------ | -------------------- | --------------------------------- | --- | ---------------- | ----------------------------------------------------------------------------------------- | --- |
| 1-ша ударна армія  | 19-та армія          | 25 листопада 1941 — вересень 1945 | Битва за Москву Друга Дем'янська Третя Дем'янська Староруська Ленінградсько-Новгородська Псковсько-Островська Тартуська Прибалтійська * Ризька |                  | розформована                                                                              | Кузнецов В. І. Романовський В. 3. Морозов В. І. Коротков Г. П. Чибісов Н. Є. Захватаєв Н. Д. Разуваєв В. М. |
| 2-га ударна армія  | 26-та резервна армія | 25 грудня 1941 — січень 1946      | Блокада Ленінграда * Любанська * Третя Синявінська * «Іскра» * Мгінська Ленінградсько-Новгородська Битва за Нарву * Нарвська (лютий 1944) Нарвська (березень 1944) * Нарвська (липень 1944) * Лінію «Танненберг» Прибалтійська * Талліннська Млавсько-Ельбінзька Східно-Померанська Берлінська * Штеттінсько-Ростоцька |                  | розформована                                                                              | Соколов Г. Г. Кликов М. К. Власов А. А. Романовський В. 3. Федюнінський І. І.                               |
| 3-тя ударна армія  | 60-та армія          | 25 грудня 1941 — вересень 1945    | Торопецько-Холмська Друга Дем'янська Великолуцька Невельська Ленінградсько-Новгородська * Старорусько-Новоржевська Режицько-Двінська Мадонська Прибалтійська * Ризька Курляндський мішок Вісло-Одерська * Варшавсько-Познанська Східно-Померанська Берлінська                                                          |                  | включена до складу Групи радянських окупаційних військ в Німеччини зі штабом в Магдебурзі | Пуркаєв М. А. Галицький К. М. Чибісов Н. Є. Юшкевич В. О. Симоняк М. П. Герасимов М. Н. Кузнецов В. І.      |
| 4-та ударна армія  | 27-ма армія          | 25 грудня 1941 — 9 травня 1945    | Торопецько-Холмська Вітебська Операція «Багратіон» * Полоцька Режицько-Двінська Прибалтійська * Ризька * Мемельська |                  | розформована                                                                              | Єрьоменко А. І. Голиков П. І. Курасов В. В. Селезньов Д. М. Швєцов В. І. Малишев П. Ф.                      |
| 5-та ударна армія  | 10-та резервна армія | 9 грудня 1942 — грудень 1946      | Сталінградська Третя Ростовська Міус-фронт Міуська Третя Донбаська Мелітопольська Друга Яссько-Кишинівська Вісло-Одерська Берлінська |                  | розформована                                                                              | Попов М. М. Цвєтаєв В. Д. Берзарін М. Е.                                                                    |

#### Загальновійськові армії
| Найменування армії                         | Сформована на основі                                                            | Час існування                       | Бойовий шлях (битви та операції) | Переформована на                                           | Подальша доля                                                      | Командувачі |
| ------------------------------------------ | ------------------------------------------------------------------------------- | ----------------------------------- | --- | ---------------------------------------------------------- | ------------------------------------------------------------------ | --- |
| 3-тя армія                                 | існувала                                                                        | 22 червня 1941 — серпень 1945       | «Барбаросса» Білостоцько-Мінська Смоленська * Рославль-Новозибківська Битва за Москву * Єлецька Курська дуга * Орловська Брянська Млавсько-Ельбінзька Східно-Прусська Берлінська |                                                            | розформована                                                       | Кузнецов В. І. Крейзер Я. Г. Пшенников П. С. Батов П. І. Жмаченко П. Ф. Корзун П. П. Горбатов О. В. |
| 4-та армія                                 | існувала                                                                        | 22 червня — 25 липня 1941           | «Барбаросса» Білостоцько-Мінська Смоленська | Центральний фронт                                          |                                                                    | Коробков О. А. Сандалов Л. М. |
| 4-та армія                                 | 52-га армія                                                                     | 26 вересня 1941 — 25 листопада 1943 | Блокада Ленінграда Тихвінська оборонна Тихвінська наступальна Любанська | війська до 54-ї армії 59-ї армії                           | розформована                                                       | Яковлєв В. Ф. Мерецков К. П. Іванов П. О. Ляпін П. І. Гусєв М. І. |
| 5-та армія                                 | існувала                                                                        | 22 червня — 20 вересня 1941         | «Барбаросса» Львівсько-Чернівецька Битва під Дубном Київська | війська до Південно-Західного фронту                       | розформована                                                       | Потапов М. І. |
| 5-та армія                                 | Можайський укріплений район та 32-га стрілецька дивізія                         | 11 жовтня 1941 — квітень 1945       | Битва за Москву Ржевська * Перша Ржевсько-Вяземська Смоленська * Смоленсько-Рославльська Оршанська Вітебська Операція «Багратіон» Гумбіннен-Гольдапська Східно-Прусська |                                                            | передислокована на Далекий Схід до складу Приморської групи військ | Лелюшенко Д. Д. Говоров Л. О. Федюнінський І. І. Черевиченко Я. Т. Полєнов В. С. Крилов М. І. Шафранов П. Г.                                                                                                  |
| 6-та армія                                 | існувала                                                                        | 22 червня — 10 серпня 1941          | «Барбаросса» Львівсько-Чернівецька Уманська |                                                            | розформована                                                       | Музиченко І. М. |
| 6-та армія                                 | 48-й стрілецький корпус                                                         | 25 серпня 1941 — 10 червня 1942     | Перша Донбаська Барвінково-Лозовська Друга харківська |                                                            | розформована                                                       | Малиновський Р. Я. Городнянський А. М. |
| 6-та армія                                 | 6-та резервна армія                                                             | 7 липня 1942 — вересень 1945        | Воронезько-Ворошиловградська Третя харківська Третя Донбаська Нікопольсько—Криворізька Березнегувато-Снігурівська Одеська Вісло-Одерська * Сандомирсько-Сілезька Нижньо-Сілезька |                                                            | розформована                                                       | Харитонов Ф. М. Шльомін І. Т. Кулішев Ф. Д. Глуздовський В. О. |
| 7-ма армія                                 | існувала                                                                        | 22 червня 1941 — січень 1945        | Східна Карелія Свірсько-Петрозаводська | 9-та гвардійська армія                                     |                                                                    | Яковлєв В. Ф. Мерецков К. П. Гореленко П. Д. Трофименко С. Г. Крутиков О. М. Глуздовський В. О. |
| 8-ма армія                                 | існувала                                                                        | 22 червня 1941 — вересень 1945      | Прибалтійська * Талліннська * Перша Моонзундська Ленінградська * Синявінська * «Іскра» * Мгінська Ленінградсько-Новгородська * Новгородсько-Лузька Нарвська * Плацдарм Нарва * Нарвська (липень 1944) Прибалтійська * Талліннська * Друга Моонзундська |                                                            | розформована                                                       | Собенников П. П. Іванов Ф. С. Любовцев І. М. Пшенников П. С. Щербаков В. І. Шевалдін Т. І. Бондарев А. Л. Сухомлин О. В. Стариков П. Н.                                                                       |
| 9-та армія                                 | існувала                                                                        | 22 червня 1941 — 6 листопада 1943   | «Барбаросса» «Мюнхен» Тирасполь-Мелітопольська Перша Донбаська Перша Ростовська оборонна Перша Ростовська наступальна Барвінково-Лозовська Друга Харківська Воронезько-Ворошиловградська * Ворошиловградсько-Шахтинська Кавказ * Моздок-Малгобецька * Нальчицько-Орджонікідзевська * Північно-Кавказька * Краснодарська * Новоросійсько-Таманська |                                                            | розформована                                                       | Черевиченко Я. Т. Харитонов Ф. М. Козлов П. М. Никишов Д. М. Лопатін А. І. Пархоменко Ф. А. Марцинкевич В. М. Коротеєв К. А. Глаголев В. В. Гречкин О. О.                                                     |
| 10-та армія                                | існувала                                                                        | 22 червня — липень 1941             | «Барбаросса» Білоруська операція * Білостоцько-Мінська |                                                            | розформована (рештки у 4-у армію)                                  | Голубєв К. Д. |
| 10-та армія                                | з військ Південного фронту                                                      | 1 — 17 жовтня 1941                  | |                                                            | розформована                                                       | Єфремов М. Г. |
| 10-та армія                                | Приволзький військовий округ                                                    | 1 листопада 1941 — 23 квітня 1944   | Битва за Москву * Тульська наступальна * Калузька Ржевська * Друга Ржевсько-Вяземська Смоленська * Спас-Деменська * Єльнинсько-Дорогобузька Оршанська |                                                            | розформована                                                       | Голиков П. І. Попов В. С. Крючонкін В. Д. |
| 11-та армія                                | існувала                                                                        | 22 червня 1941 — 31 грудня 1943     | Прибалтійська Ленінградська * Сольци * Перша Староруська * Перша Дем'янська * Друга Дем'янська * Третя Дем'янська * Друга Староруська Курська дуга * Орловська Брянська Гомельсько-Речицька | війська до 48-ї армії та 59-ї армії                        | розформована                                                       | Морозов В. І. Курочкін П. О. Лопатін А. І. Федюнінський І. І. |
| 12-та армія                                | існувала                                                                        | 22 червня — 10 серпня 1941          | «Барбаросса» Львівсько-Чернівецька Уманська |                                                            | розформована                                                       | Понеделін П. Г. |
| 12-та армія                                | 17-й стрілецький корпус                                                         | 25 серпня 1941 — 20 вересня 1942    | Перша Донбаська Барвінково-Лозовська Воронезько-Ворошиловградська Друга Донбаська Кавказ * Армавіро-Майкопська | Туапсинський оборонний район                               | розформована                                                       | Галанін І. В. Коротеєв К. А. Гречко А. А. Сокольський О. К. Кириченко М. Я. |
| 12-та армія                                | 5-та танкова армія                                                              | 20 квітня — 10 листопада 1943       | Третя Донбаська Битва за Дніпро | війська до 6-ї армії                                       | розформована                                                       | Шльомін І. Т. Данилов О. І. |
| 13-та армія                                | існувала                                                                        | 22 червня 1941 — липень 1945        | «Барбаросса» Білостоцько-Мінська Смоленська * Рославль-Новозибківська * Могильовська Брянська Битва за Москву * Єлецька Воронезько-Ворошиловградська Воронезько-Касторненська Курська дуга * Орловська Битва за Дніпро Чернігівсько-Прип'ятська * Друга Київська Дніпровсько-Карпатська * Житомирсько-Бердичівська * Рівненсько-Луцька * Проскурівсько-Чернівецька Львівсько-Сандомирська Сандомирсько-Сілезька Нижньо-Сілезька Берлінська * Котбус-Потсдамська Празька                                                                                |                                                            | передислокована до Прикарпатського військового округу              | Філатов П. М. Ремезов Ф. М. Герасименко В. П. Голубєв К. Д. Городнянський А. М. Пухов М. П. |
| 14-та армія                                | існувала                                                                        | 22 червня 1941 — 31 жовтня 1945     | Заполяр'я «Зільберфукс» Мурманська Петсамо-Кіркенеська | Біломорський військовий округ                              | розформована                                                       | Фролов В. О. Панін Р. І. Щербаков В. І. |
| 16-та армія                                | існувала                                                                        | 22 червня — 8 серпня 1941           | «Барбаросса» Смоленська * Оборона Смоленська | війська до 20-ї армії                                      | розформована                                                       | Лукін М. Ф. |
| 16-та армія                                | Західний фронт                                                                  | 10 серпня 1941 — 1 травня 1943      | Смоленська * Духовщинська Битва за Москву * Можайсько-Малоярославецька * Клинсько-Сонячногірська оборонна * Клинсько-Сонячногірська наступальна | 11-та гвардійська армія                                    |                                                                    | Рокоссовський К. К. Кірюхін М. І. Баграмян І. Х. |
| 18-та армія                                | існувала                                                                        | 22 червня 1941 — травень 1946       | «Барбаросса» «Мюнхен» Тирасполь-Мелітопольська Перша Донбаська Перша Ростовська оборонна Перша Ростовська наступальна Воронезько-Ворошиловградська * Ворошиловградсько-Шахтинська Кавказ * Армавіро-Майкопська * Туапсинська * Північно-Кавказька * Краснодарська * Новоросійсько-Таманська Керченсько-Ельтигенська Дніпровсько-Карпатська * Житомирсько-Бердичівська * Проскурівсько-Чернівецька Львівсько-Сандомирська Східно-Карпатська Західно-Карпатська Моравсько-Остравська Празька * Оломоуцька                                                |                                                            | розформована                                                       | Смирнов А. К. Колпакчи В. Я. Камков Ф. В. Смирнов І. К. Гречко А. А. Рижов О. І. Коротеєв К. А. Леселідзе К. М. Журавльов Є. П. Гастилович А. Й.                                                              |
| 19-та армія                                | існувала                                                                        | 22 червня — листопад 1941           | «Барбаросса» Вітебська Смоленська * Духовщинська Битва за Москву * Вяземська |                                                            | розформована                                                       | Конєв І. С. Лукін М. Ф. Болдін І. В. |
| 19-та армія                                | Кандалакська оперативна група Карельського фронту                               | 27 березня 1942 — червень 1945      | Оборона Заполяр'я * Петсамо-Кіркенеська Східно-Померанська |                                                            | розформована                                                       | Морозов С. І. Козлов Г. К. Романовський В. З. |
| 20-та армія                                | існувала                                                                        | 22 червня — 20 жовтня 1941          | «Барбаросса» Вітебська * Лепельська Смоленська Битва за Москву * Вяземська |                                                            | розформована                                                       | Ремезов Ф. М. Курочкін П. О. Лукін М. Ф. Єршаков П. П. |
| 20-та армія                                | оперативна група полковника Лізюкова О. І.                                      | 30 листопада 1941 — квітень 1943    | Битва за Москву * Клинсько-Сонячногірська наступальна Ржевська битва Перша Ржевсько-Вяземська Перша Ржевсько-Сичовська «Марс» Друга Ржевсько-Вяземська | 3-й Прибалтійський фронт                                   |                                                                    | Власов А. А. Рейтер М. А. Кірюхін М. І. Хозін М. С. Берзарін М. Е. Єрмаков А. М. Лопатин А. І. Гусєв М. І. |
| 21-ша армія                                | існувала                                                                        | 22 червня 1941 — 1 травня 1943      | «Барбаросса» Смоленська * Бобруйський * Могильовська * Рославль-Новозибківська Київська Сумсько-Харківська Харківська Курсько-Обояньська Сталінградська | 6-та гвардійська армія                                     |                                                                    | Герасименко В. Ф. Кузнецов Ф. І. Єфремов М. Г. Гордов В. М. Кузнецов В. І. Черевиченко Я. Т. Данилов О. І. Чистяков І. М.                                                                                     |
| 21-ша армія                                | 3-тя резервна армія                                                             | липень 1943 — вересень 1945         | Смоленська Оршанська Виборзька Сандомирсько-Сілезька Верхньо-Сілезька Празька |                                                            | розформована                                                       | Крилов М. І. Журавльов Є. П. Швецов В. І. Гусєв Д. М. |
| 22-га армія                                | існувала                                                                        | 22 червня 1941 — серпень 1945       | «Барбаросса» Смоленська * Полоцька Битва за Москву * Калінінська оборонна * Калінінська наступальна Ржевська битва Ржевсько-Вяземська Перша Ржевсько-Сичовська «Марс» Ржевсько-Вяземська Ленінградсько-Новгородська * Старорусько-Новоржевська Режицько-Двінська Прибалтійська * Ризька Курляндський | Таврійський військовий округ                               |                                                                    | Єршаков П. П. Юшкевич В. О. Вострухов В. І. Селезньов Д. М. Коротков Г. П. |
| 23-тя армія                                | існувала                                                                        | 22 червня 1941 — серпень 1945       | Блокада Ленінграда * Виборзсько-Кексгольмська Виборзька * Вуосалмі |                                                            | розформована                                                       | Пшенников П. С. Герасимов М. Н. Черепанов А. І. Швецов В. І. |
| 24-та армія                                | існувала                                                                        | 1 липня — 20 жовтня 1941            | Смоленська * Єльнінська Битва за Москву * Вяземська |                                                            | розформована                                                       | Калінін С. А. Ракутин К. І. |
| 24-та армія                                |                                                                                 | 2 грудня 1941 — 26 квітня 1942      | Битва за Москву | 1-ша резервна армія                                        |                                                                    | Іванов М. М. Броуд Я. І. |
| 24-та армія                                | оперативна група генерал-майора Гречкіна О. О.                                  | 20 травня — 23 серпня 1942          | Кавказ | 58-ма армія                                                |                                                                    | Смирнов І. К. Марцинкевич В. М. Хоменко В. О. |
| 24-та армія                                | 9-та резервна армія                                                             | 1 вересня 1942 — 13 квітня 1943     | Сталінградська | 4-та гвардійська армія                                     |                                                                    | Козлов Д. Т. Галанін І. В. Горбатов О. В. Тарасов Г. Ф. Кулик Г. І. |
| 26-та армія                                | існувала                                                                        | 22 червня — вересень 1941           | «Барбаросса» Львівсько-Чернівецька Уманська Київська |                                                            | розформована                                                       | Костенко Ф. Я. |
| 26-та армія                                | 1-й гвардійський стрілецький корпус                                             | 12 жовтня — жовтень 1941            | Брянська | війська до 50-ї армії                                      | розформована                                                       | Куркін О. В. |
| 26-та армія                                | військ Приволзького військового округу                                          | листопад — грудень 1941             | Блокада Ленінграда | 2-га ударна армія                                          |                                                                    | Соколов Г. Г. |
| 26-та армія                                | Кемська оперативна група                                                        | квітень 1942 — серпень 1945         | Виборзька Свірсько-Петрозаводська Балатонська Будапештська Віденська Грацько-Амштеттенська |                                                            | розформована                                                       | Никишин М. М. Сквирський Л. С. Гаген М. О. |
| 27-ма армія                                | існувала                                                                        | 22 червня — 25 грудня 1941          | «Барбаросса» Перша Прибалтійська Ленінградська * Перша Староруська * Перша Дем'янська | 4-та ударна армія                                          |                                                                    | Берзарін М. Е. |
| 27-ма армія                                | 11-та армія                                                                     | 1 червня 1942 — серпень 1946        | Третя Дем'янська Староруська Курська дуга * Бєлгородсько-Харківська Битва за Дніпро Чернігівсько-Полтавська Сумсько-Прилуцька * Київська наступальна Київська оборонна Дніпровсько-Карпатська * Житомирсько-Бердичівська * Корсунь-Шевченківська * Умансько-Ботошанська Перша Яссько-Кишинівська Друга Яссько-Кишинівська Румунська Західно-Карпатська Дебреценська Будапештська * Ньїредьхаза-Мішкольцька Балатонська Віденська |                                                            | розформована                                                       | Озеров Ф. П. Трофименко С. Г. |
| 28-ма армія                                | існувала                                                                        | 1 липня — 10 серпня 1941            | Смоленська * Рославль-Новозибківська | Резервний фронт                                            |                                                                    | Качалов В. Я. |
| 28-ма армія                                | Московський військовий округ                                                    | 15 листопада 1941 — 31 липня 1942   | Друга Харківська Воронезько-Ворошиловградська | 4-та танкова армія                                         |                                                                    | Тюленєв І. В. Рябишев Д. І. Крючонкін В. Д. |
| 28-ма армія                                | Сталінградський військовий округ                                                | 5 вересня 1942 — вересень 1945      | Сталінградська Міуська Третя Донбаська Мелітопольська Дніпровсько-Карпатська * Нікопольсько—Криворізька * Березнегувато-Снігурівська Білоруська * Бобруйська * Мінська * Люблін-Берестейська Гумбіннен-Гольдапська Східно-Прусська * Інстербурзько-Кенігсберзька Берлінська * Котбус-Потсдамська Празька | передислокована до Барановицького військового округу       |                                                                    | Герасименко В. П. Гречкін О. О. Лучинський О. О. |
| 29-та армія                                | 30-й стрілецький корпус                                                         | 12 липня 1941 — лютий 1943          | Смоленська Битва за Москву * Калінінська оборонна * Калінінська наступальна Ржевська битва Ржевсько-Вяземська Перша Ржевсько-Сичовська «Марс» | 1-ша танкова армія                                         |                                                                    | Масленников І. І. Швецов В. І. Журавльов Є. П. |
| 30-та армія                                | Фронт резервних армій                                                           | 13 липня 1941 — 1 травня 1943       | Смоленська Битва за Москву * Калінінська оборонна * Клинсько-Сонячногірська оборонна * Клинсько-Сонячногірська наступальна Ржевська битва * Перша Ржевсько-Сичовська * «Марс» * Ржевсько-Вяземська | 10-та гвардійська армія                                    |                                                                    | Хоменко В. О. Лелюшенко Д. Д. Колпакчи В. Я. |
| 31-ша армія                                | Московський військовий округ                                                    | 15 липня 1941 — вересень 1945       | Битва за Москву * Калінінська оборонна * Калінінська наступальна Ржевська битва * Перша Ржевсько-Вяземська * Перша Ржевсько-Сичовська * «Марс» * Друга Ржевсько-Вяземська Смоленськ Вітебська «Багратіон» Гумбіннен-Гольдапська Східно-Прусська Празька |                                                            | розформована                                                       | Ракутін К. І. Далматов В. М. Юшкевич В. О. Вострухов В. І. Поленов В. С. Глуздовський В. О. Глаголев В. В. Шафранов П. Г.                                                                                     |
| 32-га армія                                | Московський військовий округ                                                    | 16 липня — 12 жовтня 1941           | Битва за Москву * Вяземська |                                                            | розформована                                                       | Кликов М. К. Федюнінський І. І. Вишневський С. В. |
| 32-га армія                                | Масельська ОГр та Медвеж'єгорська ОГр                                           | 10 березня 1942 — серпень 1945      | Свірсько-Петрозаводська |                                                            | розформована                                                       | Трофименко С. Г. Гореленко П. Д. |
| 33-тя армія                                | Московський військовий округ                                                    | 16 липня 1941 — серпень 1945        | Битва за Москву * Вяземська * Можайсько-Малоярославецька * Перша Ржевсько-Вяземська * Друга Ржевсько-Вяземська Смоленськ Оршанська «Багратіон» Вісло-Одерська Варшавсько-Познанська Берлінська | Смоленський військовий округ                               |                                                                    | Онуприенко Д. П. Єфремов М. Г. Мерецков К. П. Хозін М. С. Гордов В. М. Петров І. Ю. Крючонкін В. Д. Морозов С. І. Цветаєв В. Д.                                                                               |
| 34-та армія                                | Московський військовий округ                                                    | 16 липня 1941 — 15 січня 1944       | Ленінградська * Перша Староруська * Перша Дем'янська Друга Дем'янська Третя Дем'янська Староруська | 4-та армія                                                 |                                                                    | Пронін М. Н. Качанов К. М. Алфер'єв П. Ф. Берзарін М. Е. Лопатін А. І. Курочкин П. О. Совєтніков І. Г. |
| 37-ма армія                                | Київський укріплений район, формування Південно-Західного фронту                | 8 серпня — 10 вересня 1941          | Оборона Києва |                                                            | розформована                                                       | Власов А. А. |
| 37-ма армія                                | Південний фронт                                                                 | 15 листопада 1941 — 12 червня 1946  | Ростовська Барвінково-Лозовська Друга Донбаська Кавказ Битва за Дніпро Перша Яссько-Кишинівська Друга Яссько-Кишинівська Болгарська | 10-та механізована армія                                   |                                                                    | Лопатін А. І. Козлов П. М. Коротеєв К. А. Філатов О. О. Рижов О. І. Шарохін М. М. Бірюзов С. С. |
| 38-ма армія                                | Південно-Західний фронт                                                         | 4 серпня 1941 — 23 липня 1942       | Оборона Києва Сумсько-Харківська * Перша Харківська Друга Донбаська Воронезько-Ворошиловградська | 1-ша танкова армія                                         |                                                                    | Рябишев Д. І. Фекленко М. В. Циганов В. В. Маслов О. Г. Шерстюк Г. Г. Москаленко К. С. |
| 38-ма армія                                | Оперативна група військ генерал-лейтенанта Н. Є. Чибісова і 4-та резервна армія | 3 серпня 1942 — серпень 1945        | Воронезько-Касторненська Третя харківська * «Зірка» Курська дуга Битва за Дніпро Чернігівсько-Прип'ятська * Друга Київська * Київська оборонна Дніпровсько-Карпатська * Житомирсько-Бердичівська * Проскурівсько-Чернівецька Львівсько-Сандомирська Західно-Карпатська Моравсько-Остравська Празька * Оломоуцька |                                                            | передислокована до Прикарпатського військового округу              | Чибісов Н. Є. Москаленко К. С. |
| 39-та армія                                | Архангельський військовий округ                                                 | 15 листопада 1941 — липень 1942     | Битва за Москву * Калінінська наступальна Ржевська битва * Перша Ржевсько-Вяземська * «Зейдліц» |                                                            | розформована                                                       | Богданов І. О. Масленников І. І. |
| 39-та армія                                | 58-ма армія                                                                     | 8 серпня 1942 — вересень 1945       | Друга Ржевсько-Вяземська «Марс» Смоленськ * Духовщинсько-Демидівська Вітебська «Багратіон» * Вітебсько-Оршанська * Каунаська Прибалтійська * Мемельська Східно-Прусська * Інстербурзько-Кенігсберзька * Кенігсберзька * Земландська |                                                            | передислокована на Далекий Схід                                    | Зигін О. І. Берзарін М. Е. Людников І. І. |
| 40-ва армія                                | 27-й стрілецький корпус                                                         | 26 серпня 1941 — травень 1946       | Оборона Києва Сумсько-Харківська Курсько-Обояньська «Блау» * Воронезько-Ворошиловградська Воронезько-Харківська * Острогозько-Россошанська * Воронезько-Касторненська «Зірка» Третя харківська Курська дуга * Бєлгородсько-Харківська Битва за Дніпро Чернігівсько-Полтавська Дніпровсько-Карпатська * Житомирсько-Бердичівська * Сумсько-Прилуцька Корсунь-Шевченківська * Умансько-Ботошанська Перша Яссько-Кишинівська Друга Яссько-Кишинівська Румунська Дебреценська Будапештська Банська-Бистрицька Братиславсько-Брновська Празька * Оломоуцька |                                                            | розформована                                                       | Подлас К. П. Парсегов М. А. Попов М. М. Москаленко К. С. Жмаченко П. Ф. |
| 41-ша армія                                | оперативні групи генерал-майорів Тарасова Г. Ф. та Берзаріна М. Е.              | 16 травня 1942 — 9 квітня 1943      | Ржевська * «Марс» * Друга Ржевсько-Вяземська | Резервний фронт                                            |                                                                    | Тарасов Г. Ф. Манагаров І. М. Попов Й. І. |
| 42-га армія                                | 50-й стрілецький корпус                                                         | 1 вересня 1941 — червень 1945       | Блокада Ленінграда Ленінградська оборонна Ленінградсько-Новгородська * Красносільсько-Ропшинська Псковська Псковсько-Островська Прибалтійська * Ризька |                                                            | розформована                                                       | Щербаков В. І. Іванов Ф. С. Федюнінський І. І. Николаєв І. Ф. Масленников І. І. Романовський В. З. Свиридов В. П.                                                                                             |
| 43-тя армія                                | 33-й стрілецький корпус                                                         | 31 липня 1941 — травень 1946        | Смоленська оборонна Єльнінська Московська * Можайсько-Малоярославецька Ржевська * Перша Ржевсько-Вяземська Смоленська наступальна Духовщинсько-Демидівська Вітебська «Багратіон» * Вітебсько-Оршанська * Полоцька * Шяуляйська Прибалтійська * Ризька * Мемельська Курляндський Східно-Прусська * Інстербурзько-Кенігсберзька * Кенігсберзька * Земландська |                                                            | розформована                                                       | Захаркін І. Г. Курочкін П. О. Селезньов Д. М. Богданов І. О. Собенников П. П. Акимов С. Д. Голубєв К. Д. Бєлобородов О. П.                                                                                    |
| 44-та армія                                | 40-й стрілецький корпус                                                         | 1 серпня 1941 — 9 листопада 1943    | Іранська Кримська * Керченсько-Феодосійська десантна * «Полювання на дрохв» Кавказ Третя Ростовська Третя Донбаська Мелітопольська |                                                            | розформована                                                       | Хадєев О. О. Первушин О. М. Дашичев І. Ф. Рождественський С. Є. Черняк С. І. Петров І. Ю. Мельник К. С. Хоменко В. О.                                                                                         |
| 45-та армія                                | 23-й стрілецький корпус                                                         | липень 1941 — квітень 1946          | Іранська |                                                            | розформована                                                       | Баронов К. Ф. Харитонов А. О. Новиков В. В. Ремезов Ф. М. |
| 46-та армія                                | 3-й стрілецький корпус                                                          | 1 серпня 1941 — 25 вересня 1945     | Кавказ * Північно-Кавказька * Краснодарська Третя Донбаська Битва за Дніпро * Дніпропетровська Дніпровсько-Карпатська * Нікопольсько—Криворізька * Березнегувато-Снігурівська Друга Яссько-Кишинівська Белградська Дебреценська Будапештська Віденська Празька |                                                            | розформована                                                       | Черняк С. І. Хадеєв О. О. Сергацков В. Т. Леселідзе К. М. Рослий І. П. Рижов О. І. Глаголев В. В. Шльомін І. Т. Філіповський М. С. Петрушевський О. В.                                                        |
| 47-ма армія                                | 28-й механізований корпус                                                       | 1 серпня 1941 — 5 лютого 1946       | Крим * «Полювання на дрохв» Кавказ * Перша Новоросійська * Друга Новоросійська Курська дуга * Бєлгородсько-Харківська Операція «Багратіон» * Люблін-Берестейська Варшавсько-Познанська Східно-Померанська Берлінська |                                                            | розформована                                                       | Новиков В. В. Баронов К. Ф. Черняк С. І. Колганов К. С. Котов Г. П. Гречко А. А. Камков Ф. В. Леселідзе К. М. Рижов О. І. Козлов П. М. Корзун П. П. Жмаченко П. Ф. Поленов В. С. Гусєв М. І. Перхорович Ф. Й. |
| 48-ма армія                                | Новгородська армійська оперативна група та 16-й стрілецький корпус              | 7 серпня — 14 вересня 1941          | Ленінградська оборонна | війська до 54-ї армії                                      | розформована                                                       | Акимов С. Д. Антонюк М. А. |
| 48-ма армія                                | 28-й механізований корпус                                                       | 20 квітня 1942 — вересень 1945      | Курська дуга * Орловська Битва за Дніпро * Чернігівсько-Прип'ятська Гомельсько-Речицька «Багратіон» * Бобруйська Східно-Прусська | Казанський військовий округ                                |                                                                    | Халюзін Г. О. Романенко П. Л. Гусєв М. І. |
| 49-та армія                                | 35-й стрілецький корпус                                                         | 1 серпня 1941 — 5 лютого 1946       | Московська * Можайсько-Малоярославецька * Тульська оборонна Московська контрнаступальна * Тульська наступальна * Калузька наступальна Ржевська * Перша Ржевсько-Вяземська * Друга Ржевсько-Вяземська Смоленська Операція «Багратіон» * Могильовська * Мінська * Білостоцька Східно-Прусська Східно-Померанська Берлінська | Горьківський військовий округ                              |                                                                    | Захаркін І. Г. Гришин І. Т. |
| 50-та армія                                | 2-й стрілецький корпус                                                          | 16 серпня 1941 — серпень 1945       | Смоленська * Рославль-Новозибківська Московська * Брянська оборонна * Тульська оборонна Московська контрнаступальна * Тульська наступальна * Калузька наступальна Ржевська * Друга Ржевсько-Вяземська Смоленська Брянська наступальна Гомельсько-Речицька Операція «Багратіон» * Могильовська * Мінська * Білостоцька * Каунаська Східно-Прусська |                                                            | розформована                                                       | Петров М. П. Єрмаков А. М. Болдін І. В. Озеров Ф. П. |
| 51-ша армія                                | 9-й стрілецький корпус                                                          | 20 серпня 1941 — червень 1945       | Оборона Криму * Керченсько-Феодосійська * «Полювання на дрохв» Сталінградська * Операція «Вінтергевіттер» Третя Ростовська Третя Донбаська Мелітопольська Міуська Визволення Криму Операція «Багратіон» * Шяуляйська Прибалтійська * Мемельська * Ризька Курляндський мішок | Уральський військовий округ                                |                                                                    | Кузнецов Ф. І. Батов П. І. Львов В. М. Котов Г. П. Кириченко М. Я. Кузнецов О. М. Труфанов М. І. Коломієць Т. К. Захаров Г. Ф. Крейзер Я. Г.                                                                  |
| 52-га армія                                | 25-й стрілецький корпус                                                         | 28 серпня — 26 вересня 1941         | «Барбаросса» Ленінградська оборонна | війська до 4-ї армії                                       | розформована                                                       | Кликов М. К. |
| 52-га армія                                |                                                                                 | 28 вересня 1941 — червень 1945      | Блокада Ленінграда Тихвінська оборонна Тихвінська наступальна Любанська Битва за Дніпро * Чернігівсько-Полтавська Дніпровсько-Карпатська * Кіровоградська * Корсунь-Шевченківська * Умансько-Ботошанська Перша Яссько-Кишинівська Друга Яссько-Кишинівська Сандомирсько-Сілезька Нижньо-Сілезька Берлінська Празька |                                                            | розформована                                                       | Кликов М. К. Яковлєв В. Ф. Коротеєв К. А. |
| 53-тя армія                                | Середньоазійський військовий округ                                              | серпень — грудень 1941              | |                                                            | розформована                                                       | |
| 53-тя армія                                | частин 34-ї армії                                                               | 1 травня 1942 — жовтень 1945        | Третя Дем'янська Курська дуга * Бєлгородсько-Харківська Битва за Дніпро * Полтавсько-Кременчуцька * Кіровоградська * Корсунь-Шевченківська * Умансько-Ботошанська Перша Яссько-Кишинівська Друга Яссько-Кишинівська Дебреценська Будапештська Західно-Карпатська Банська-Бистрицька Братиславсько-Брновська Празька |                                                            | розформована                                                       | Ксенофонтов О. С. Коротков Г. П. Журавльов Є. П. Манагаров І. М. Тарасов Г. Ф. Галанін І. В. |
| 54-та армія                                | 44-й стрілецький корпус                                                         | 5 вересня 1941 — 31 грудня 1944     | Ленінградська оборонна * Тихвінська оборонна * Тихвінська наступальна * Любанська * «Іскра» Ленінградсько-Новгородська * Новгородсько-Лузька Псковська Псковсько-Островська Тартуська Прибалтійська * Ризька | війська до 1-ї ударної та 61-ї загальновійськової армій    | розформована                                                       | Кулик Г. І. Хозін М. С. Федюнінський І. І. Коломієць Т. К. Сухомлин О. В. Рогинський С. В. |
| 55-та армія                                | 19-й стрілецький корпус та оперативна група генерала Лазарева                   | 1 вересня 1941 — 25 грудня 1943     | Ленінградська оборонна * Любанська * Усть-Тосненська * Красноборська * Мгінська | 67-ма армія                                                |                                                                    | Лазарев І. Г. Свиридов В. П. |
| 56-та армія                                | Північно-Кавказький військовий округ                                            | 17 жовтня 1941 — 20 листопада 1943  | Перша Ростовська оборонна Перша Ростовська наступальна Кавказ * Оборона Краснодара Північно-Кавказька * Краснодарська * Новоросійсько-Таманська Керченсько-Ельтигенська | Окрема Приморська армія                                    |                                                                    | Ремезов Ф. М. Циганов В. В. Рижов О. І. Гречко А. А. Мельник К. С. |
| 57-ма армія                                | Північно-Кавказький військовий округ                                            | 27 жовтня 1941 — 1 лютого 1943      | Барвінково-Лозовська Друга харківська Сталінградська * «Уран» | 68-ма армія                                                |                                                                    | Рябишев Д. І. Подлас К. П. Батюня О. Г. Никишов Д. М. Толбухін Ф. І. |
| 57-ма армія                                | 3-тя танкова армія                                                              | 27 квітня 1943 — вересень 1945      | Бєлгородсько-Харківська Дніпровсько-Карпатська * Березнегувато-Снігурівська Одеська Перша Яссько-Кишинівська Друга Яссько-Кишинівська Белградська Апатін-Капошварська Балатонська Віденська Грацько-Амштеттенська |                                                            | розформована                                                       | Рибалко П. С. Гаген М. О. Шарохін М. М. |
| 58-ма армія                                | Сибірський військовий округ                                                     | 10 листопада 1941 — 25 травня 1942  | не брала участі | 3-тя танкова армія                                         |                                                                    | Кузнецов В. І. Москвін М. О. |
| 58-ма армія                                | Калінінський фронт                                                              | 25 червня 1942 — 8 серпня 1942      | не брала участі | 39-та армія                                                |                                                                    | Зигін О. І. |
| 58-ма армія                                | 24-та армія                                                                     | 25 червня 1942 — 15 листопада 1943  | Кавказ * Моздок-Малгобецька * Нальчицько-Орджонікідзевська * Північно-Кавказька * Краснодарська | Приволзький військовий округ                               |                                                                    | Хоменко В. О. Мельник К. С. Дашевський Я. С. |
| 59-та армія                                | Сибірський військовий округ                                                     | 15 листопада 1941 — 7 вересня 1945  | Блокада Ленінграда Тихвінська оборонна Тихвінська наступальна Любанська Ленінградсько-Новгородська * Новгородсько-Лузька Нарвська * Плацдарм Нарва * Нарвська (1—4 березня 1944) * Нарвська (18-24 березня 1944) Виборзька Сандомирсько-Сілезька Нижньо-Сілезька Верхньо-Сілезька Празька |                                                            | розформована                                                       | Галанін І. В. Коровников І. Т. |
| 60-та армія                                | Приволзький військовий округ                                                    | 15 листопада — 25 грудня 1941       | не брала участі | 3-тя ударна армія                                          |                                                                    | Пуркаєв М. О. |
| 60-та армія                                | 3-тя резервна армія                                                             | 7 липня 1942 — серпень 1945         | Воронезько-Харківська * Воронезько-Касторненська * «Зірка» Третя харківська Курська дуга Битва за Дніпро * Чернігівсько-Прип'ятська * Друга Київська * Київська оборонна Дніпровсько-Карпатська * Житомирсько-Бердичівська * Рівненсько-Луцька * Проскурівсько-Чернівецька Львівсько-Сандомирська Сандомирсько-Сілезька Нижньо-Сілезька Верхньо-Сілезька Моравсько-Остравська Празька | Кубанський військовий округ                                |                                                                    | Антонюк М. А. Черняховський І. Д. Курочкин П. О. |
| 61-ша армія                                | Приволзький військовий округ                                                    | 15 листопада — серпень 1945         | Московська Курська дуга * Орловська Битва за Дніпро * Чернігівсько-Прип'ятська Гомельсько-Речицька Калинковицько-Мозирська «Багратіон» * Люблін-Берестейська Прибалтійська * Ризька Курляндський мішок Вісло-Одерська * Варшавсько-Познанська Східно-Померанська Берлінська |                                                            | розформована                                                       | Кузнецов Ф. І. Попов М. М. Белов П. О. |
| 62-га армія                                | 7-ма резервна армія                                                             | 10 липня 1942 — 5 травня 1943       | Сталінградська | 8-ма гвардійська армія                                     |                                                                    | Колпакчи В. Я. Лопатин А. І. Крилов М. І. Чуйков В. І. |
| 63-тя армія                                | 5-та резервна армія                                                             | 10 липня — 4 листопада 1943         | Сталінградська | 1-ша гвардійська армія                                     |                                                                    | Кузнецов В. І. |
| 63-тя армія                                | 2-га резервна армія                                                             | 27 квітня 1943 — 18 лютого 1944     | Курська дуга * Орловська Брянська Битва за Дніпро Гомельсько-Речицька | війська до 3-ї та 48-ї армій                               | розформована                                                       | Морозов В. І. Колпакчи В. Я. |
| 64-та армія                                | 1-ша резервна армія                                                             | 10 липня 1942 — 1 травня 1943       | Сталінградська | 7-ма гвардійська армія                                     |                                                                    | Чуйков В. І. Шумилов М. С. |
| 65-та армія                                | 4-та танкова армія                                                              | 22 жовтня 1942 — травень 1946       | Сталінградська «Кільце» Курська дуга * Орловська Битва за Дніпро * Чернігівсько-Прип'ятська Гомельсько-Речицька Калинковицько-Мозирська «Багратіон» * Бобруйська * Люблін-Берестейська Млавсько-Ельбінзька Східно-Померанська Берлінська | передислокована до Польщі до складу Північної групи військ |                                                                    | Батов П. І. |
| 66-та армія                                | 8-ма резервна армія                                                             | 27 серпня 1942 — 5 травня 1943      | Сталінградська * «Уран» | 5-та гвардійська армія                                     |                                                                    | Курдюмов В. М. Калінін С. А. Малиновський Р. Я. Жадов О. С. |
| 67-ма армія                                | Невська оперативна група                                                        | 10 жовтня 1942 — липень 1945        | Ленінградська * «Іскра» * «Полярна Зірка» * Мгінська Ленінградсько-Новгородська * Красносільсько-Ропшинська Псковська Псковсько-Островська Тартуська Прибалтійська * Ризька |                                                            | розформована                                                       | Духанов М. П. Свиридов В. П. Романовський В. 3. Рогинський С. В. Симоняк М. П. |
| 68-ма армія                                | 57-ма армія                                                                     | 1 лютого — 5 листопада 1943         | Смоленська * Спас-Деменська * Єльнинсько-Дорогобузька Оршанська | війська до 5-ї армії                                       | розформована                                                       | Толбухін Ф. І. Журавльов Є. П. |
| 69-та армія                                | 18-й окремий стрілецький корпус                                                 | лютий 1943 — серпень 1945           | Воронезько-Харківська * «Зірка» Третя харківська Курська дуга * Бєлгородсько-Харківська Битва за Дніпро * Чернігівсько-Полтавська «Багратіон» * Люблін-Берестейська Варшавсько-Познанська Східно-Померанська Берлінська | Бакинський військовий округ                                |                                                                    | Казаков М. І. Крючонкін В. Д. Колпакчи В. Я. |
| 70-та армія                                | війська НКВС                                                                    | 23 жовтня 1942 — жовтень 1945       | Севська Курська дуга * Орловська Дніпровсько-Карпатська * Поліська «Багратіон» * Люблін-Берестейська Варшавсько-Познанська Східно-Померанська Берлінська | Південно-Уральський військовий округ                       |                                                                    | Тарасов Г. Ф. Галанін І. В. Шарапов В. М. Гречкин О. О. Ніколаєв І. Ф. Рижов О. І. Попов В. С. |
| Приморська армія                           | Приморська група військ                                                         | 20 липня 1941 — 28 липня 1942       | Оборона Одеси Оборона Севастополя |                                                            | розформована                                                       | Чибісов Н. Є. Софронов Г. П. Петров І. Ю. |
| Приморська армія                           | Північно-Кавказький військовий округ 56-та армія                                | 20 листопада 1943 — серпень 1945    | Кримська | Таврійський військовий округ                               |                                                                    | Петров І. Ю. Єрьоменко А. І. Мельник К. С. |
| Окрема гвардійська Повітрянодесантна армія | ПДВ СРСР                                                                        | 4 жовтня — 18 грудня 1944           | не брала участі | 9-та гвардійська армія                                     |                                                                    | Затевахін І. І. |

### Танкові армії

#### Танкові гвардійські армії
| Найменування армії             | Сформована на основі | Час існування                    | Бойовий шлях (битви та операції) | Переформована на | Подальша доля                                                                               | Командувачі                                                    |
| ------------------------------ | -------------------- | -------------------------------- | --- | ---------------- | ------------------------------------------------------------------------------------------- | -------------------------------------------------------------- |
| 1-ша гвардійська танкова армія | 1-ша танкова армія   | 25 квітня 1944 — 31 травня 1945  | Львівсько-Сандомирська Східно-Померанська Берлінська |                  | включена до складу Групи радянських окупаційних військ в Німеччини зі штабом в Дрездені     | Катуков М. Ю.                                                  |
| 2-га гвардійська танкова армія | 2-га танкова армія   | 20 листопада 1944 — червень 1945 | Варшавсько-Познанська Східно-Померанська Берлінська * Зеєловсько-Берлінська |                  | включена до складу Групи радянських окупаційних військ в Німеччини зі штабом у Фюрстенберзі | Радзієвський О. І. Богданов С. І.                              |
| 3-тя гвардійська танкова армія | резерв Ставки ВГК    | 14 травня 1943 — червень 1945    | Орловська Битва за Дніпро * Київська наступальна Київська оборонна Дніпровсько-Карпатська * Житомирсько-Бердичівська * Проскурівсько-Чернівецька Львівсько-Сандомирська * Сандомирсько-Сілезька Нижньо-Сілезька Берлінська Празька                                                                                                 |                  | включена до складу Центральної групи військ зі штабом у Пардубиці                           | Рибалко П. С.                                                  |
| 4-та гвардійська танкова армія | 4-та танкова армія   | 18 березня — червень 1945        | Верхньо-Сілезька Берлінська Празька |                  | включена до складу Центральної групи військ                                                 | Лелюшенко Д. Д.                                                |
| 5-та гвардійська танкова армія | резерв Ставки ВГК    | 25 лютого 1943 — червень 1945    | Курська дуга * Бєлгородсько-Харківська Нижньодніпровська П'ятихатська Знам'янська Дніпровсько-Карпатська * Кіровоградська * Корсунь-Шевченківська * Умансько-Ботошанська «Багратіон» * Вітебсько-Оршанська * Мінська * Вільнюська * Шяуляйська * Каунаська Прибалтійська * Ризька * Мемельська Млавсько-Ельбінзька Східно-Прусська |                  | передислокована до Білоруського військового округу                                          | Ротмістров П. О. Соломатін М. Д. Вольський В. Т. Синенко М. Д. |
| 6-та гвардійська танкова армія | резерв Ставки ВГК    | 12 вересня 1944 — 11 травня 1945 | Дебреценська Будапештська Віденська Празька |                  | передислокована до Забайкальського фронту                                                   | Кравченко А. Г.                                                |

#### Танкові армії
| Найменування армії | Сформована на основі                                   | Час існування                     | Бойовий шлях (битви та операції) | Переформована на               | Подальша доля | Командувачі                                                   |
| ------------------ | ------------------------------------------------------ | --------------------------------- | --- | ------------------------------ | ------------- | ------------------------------------------------------------- |
| 1-ша танкова армія | 38-ма армія                                            | 22 липня — 6 серпня 1942          | «Блау» | розформована                   |               | Москаленко К. С.                                              |
| 1-ша танкова армія | Північно-Західний фронт                                | 30 січня 1943 — 25 квітня 1944    | Сталінградська Курська дуга * Бєлгородсько-Харківська Битва за Дніпро * Чернігівсько-Прип'ятська * Друга Київська Дніпровсько-Карпатська * Житомирсько-Бердичівська     | 1-ша гвардійська танкова армія |               | Катуков М. Ю.                                                 |
| 2-га танкова армія | 3-тя резервна армія                                    | 15 січня 1943 — 20 листопада 1944 | Севська Курська дуга Битва за Дніпро * Чернігівсько-Прип'ятська Дніпровсько-Карпатська * Корсунь-Шевченківська * Умансько-Ботошанська «Багратіон» * Люблін-Берестейська | 2-га гвардійська танкова армія |               | Романенко П. Л. Родін О. Г. Богданов С. І. Радзієвський О. І. |
| 3-тя танкова армія | 58-ма армія                                            | 25 травня 1942 — 26 квітня 1943   | Воронезько-Харківська * Острогозько-Россошанська * «Зірка» Третя харківська                                                                                             | 3-тя гвардійська танкова армія |               | Романенко П. Л. Рибалко П. С.                                 |
| 4-та танкова армія | 28-ма армія                                            | 1 серпня — 22 жовтня 1942         | «Блау» | 65-та армія                    |               | Крючонкін В. Д. Батов П. І.                                   |
| 4-та танкова армія | 19-й кавалерійський корпус                             | 15 липня 1943 — 17 березня 1945   | Курська дуга * Орловська Дніпровсько-Карпатська * Проскурівсько-Чернівецька Львівсько-Сандомирська Нижньо-Сілезька Верхньо-Сілезька                                     | 4-та гвардійська танкова армія |               | Баданов В. М. Лелюшенко Д. Д.                                 |
| 5-та танкова армія | 2-й та 11-й танкові корпуси                            | 5 червня — 17 липня 1942          | «Блау» * Воронезько-Ворошиловградська | розформована                   |               | Лізюков О. І.                                                 |
| 5-та танкова армія | 1-й, 22-й та 26-й танкові корпуси                      | 3 вересня 1942 — 20 квітня 1943   | Сталінградська * Середньодонська Ворошиловградська | 12-та армія                    |               | Рибалко П. С. Романенко П. Л. Попов М. М. Шлемін І. Т.        |
| 6-та танкова армія | 5-й гвардійський танковий та 5-й механізований корпуси | 25 січня — 12 вересня 1944        | Дніпровсько-Карпатська * Корсунь-Шевченківська * Умансько-Ботошанська Перша Яссько-Кишинівська Друга Яссько-Кишинівська Румунська                                       | 6-та гвардійська танкова армія |               | Кравченко А. Г.                                               |